# مالک ابوبکری
مالک ابوبکری (انگلیسی: Malik Abubakari؛ زادهٔ ۱۰ مهٔ ۲۰۰۰) بازیکن فوتبال اهل غنا است که در حال حاضر برای لینگبی در پست مهاجم بازی می‌کند.

## دوران باشگاهی
از باشگاه‌هایی که ابوبکری در آن‌ها بازی کرده است می‌توان به موریرنز، فافه، کاسا پیا، مالمو، هلسینکی، اسلوان براتیسلاوا، ویبورگ و لینگبی اشاره کرد.